# Loeseliastrum matthewsii
Loeseliastrum matthewsii är en blågullsväxtart som först beskrevs av Asa Gray, och fick sitt nu gällande namn av S. Timbrook. Loeseliastrum matthewsii ingår i släktet Loeseliastrum och familjen blågullsväxter. Inga underarter finns listade i Catalogue of Life.

## Bildgalleri

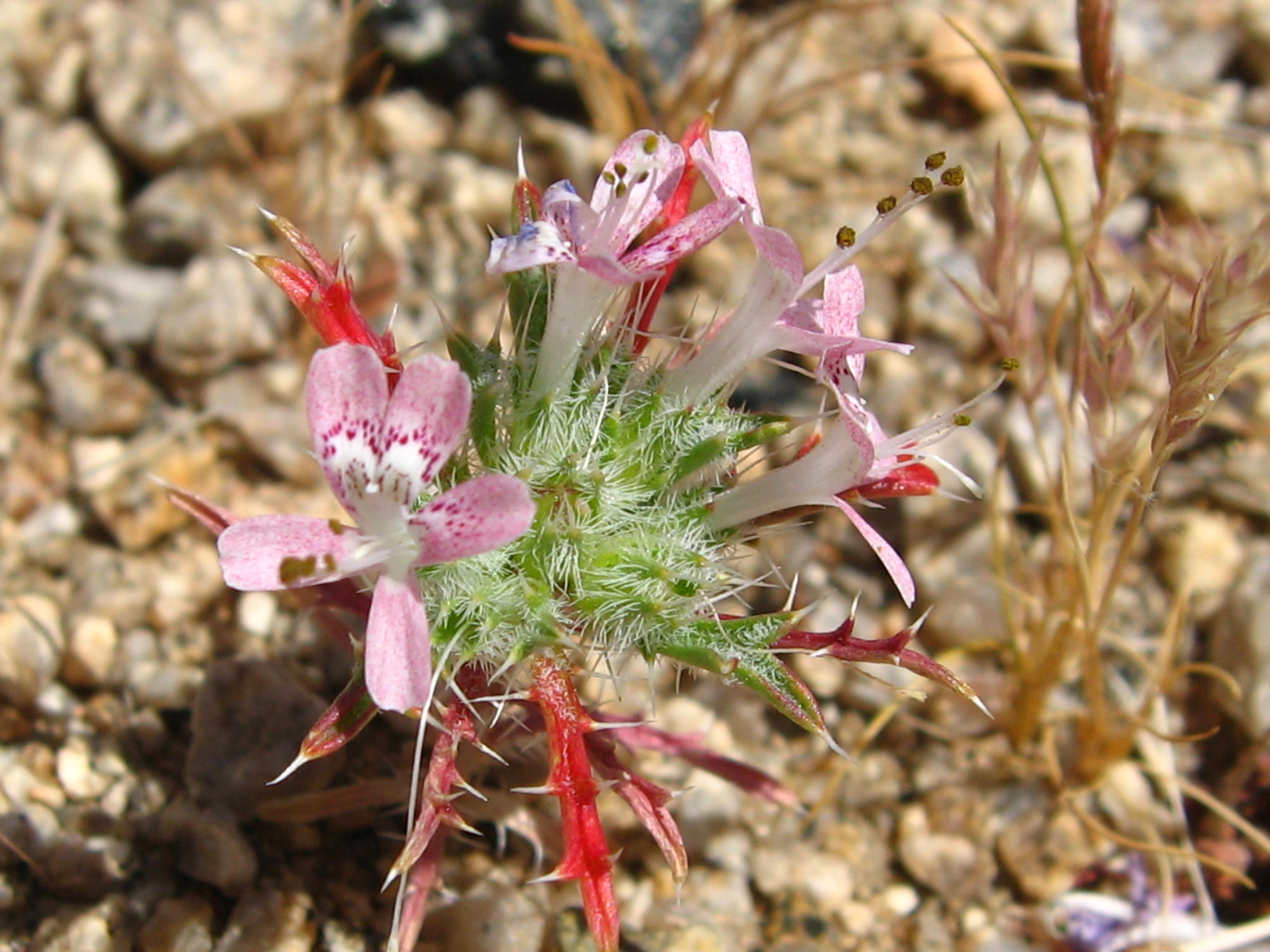
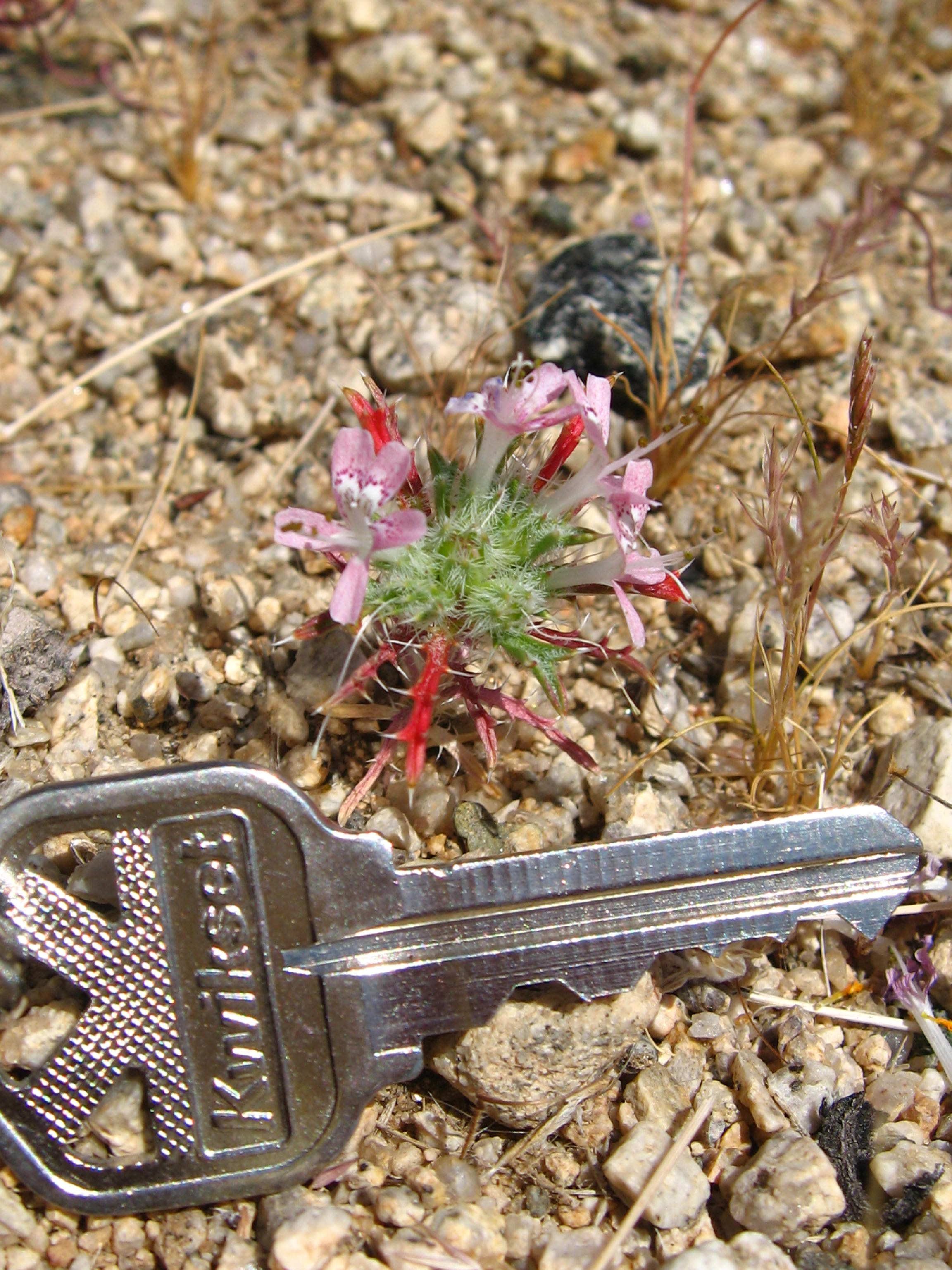
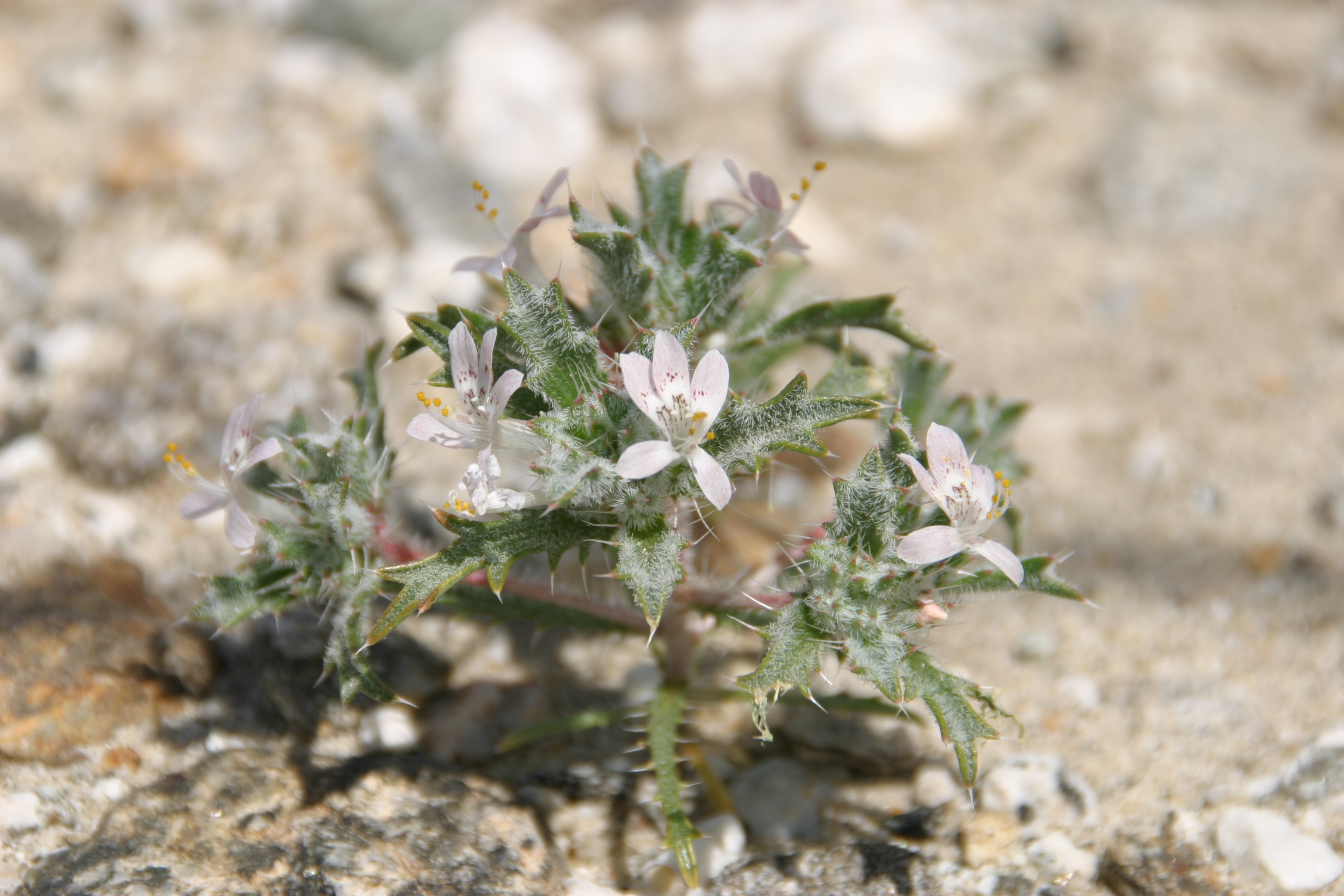